# Dániel Oláh
Dániel Oláh (* 28. März 1881 in Nagymihály, Königreich Ungarn; † 18. September 1923 in Balatonfüred) war ein ungarischer Metallarbeiter, Abgeordneter und Minister.

## Leben und Wirken
Dániel Oláh war der Sohn eines Maschinenschlossers und wuchs in Miskolc auf. Dort besuchte er zunächst die Volks-, dann die Gewerbeschule und wurde anschließend Schlosser und Kesselmacher. Von 1899 bis 1919 war er als Kesselmacher in der Maschinenfabrik der Staatlichen Ungarischen Eisenbahnen beschäftigt. Nach dem Zusammenbruch der Ungarischen Räterepublik wurde er am 26. August 1919 nachmittags an seinem Arbeitsplatz von einem Boten des Ministerpräsidenten István Friedrich aufgesucht, der ihn bat, seiner Regierung beizutreten. Er war vom 27. August bis zum 24. November 1919 Minister ohne Geschäftsbereich als Vertreter der Industriearbeiterschaft im Kabinett Friedrich. Im Oktober desselben Jahres wurde er stellvertretender Vorsitzender der neu gegründeten Partei der Christlich-Nationalen Vereinigung (Keresztény Nemzeti Egyesülés Pártja), 1920 deren Vorsitzender. Ungeachtet des neuen Parteienzusammenschlusses trat Oláh 1920 in seinem Wahlkreis Újpest allerdings als Kandidat der Christlich-Sozialistischen Partei (Keresztényszocialista Párt) an. Von 1920 bis 1922 war er Abgeordneter in der Nationalversammlung. Weiterhin arbeitete er zusammen mit Géza Boross als Herausgeber der Wochenzeitschrift Munkás Újság und der Schriftenreihe Magyar Nemzeti Munkáskönyvtár.
Neben seiner Berufstätigkeit war er jahrelang in der christlichen Arbeiterbewegung und der Gewerkschaftsbewegung aktiv, setzte sich für die Interessen der Arbeiter ein und dafür, die Gewerkschaften von den politischen Parteien unabhängig zu machen. Er war ein überzeugter Anhänger der Politik von Károly Huszár und István Haller. 
Daniel Oláh starb im Alter von 42 Jahren in Balatonfüred und wurde am 21. September 1923 in Kispest beerdigt.